# Departamento de Mindanau e Sulu

Mapa do departamento

Departamento de Mindanao e Sulu foi um órgão da administração colonial dos Estados Unidos nas ilhas Filipinas encarregado de administrar todas as áreas predominantemente muçulmanas no território. Foi criado em 23 de julho de 1914, nos termos da Lei No. 2.408, substituindo a Província Moro após esta última ser dividida em seguida nos distritos/províncias de Zamboanga, Lanao, Cotabato, Davao e Sulu.